# Ribița
Ribița [ˈribit͡sa] (deutsch Kellerdorf, ungarisch Ribice) ist eine Gemeinde im Kreis Hunedoara in der Region Siebenbürgen in Rumänien.

## Geographische Lage

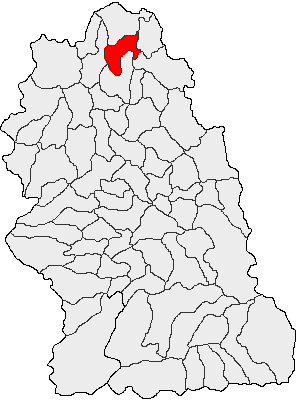
Lage der Gemeinde Ribița im Kreis Hunedoara

Die Gemeinde Ribița liegt im Südwesten Siebenbürgens zwischen dem Bihor-Gebirge im Norden und dem Siebenbürgischen Erzgebirge im Süden, in der historischen Region des Hunyader Komitat (Komitat Eisenmarkt). Im Norden des Kreises Hunedoara befindet sich der Ort Ribița am gleichnamigen Bach – ein rechter Zufluss des Crișul Alb (Weiße Kreisch) –, etwa drei Kilometer nördlich der Europastraße E 79 und der Bahnstrecke Arad–Brad. Die Kleinstadt Brad (Tannenhof) ist sieben Kilometer; die Kreishauptstadt Deva (Diemrich) etwa 40 Kilometer südlich von Ribița entfernt.
Auf dem Areal der Gemeinde von 7.300 Hektar, wovon 45,2 % bewaldet ist, befinden sich die eingemeindeten Dörfer in einem Umkreis von zwei bis 22 Kilometer, auf zum größten Teil unbefestigten Straßen, vom Gemeindezentrum entfernt.

## Geschichte
Der Ort Ribița wurde 1369 erstmals urkundlich erwähnt. Schon im 11. Jahrhundert ist hier ein Dorf rumänischer Fürsten erwähnt worden. Deren Nachkommen stifteten dem Ort die einschiffige Steinkirche; wurden 1784 von aufständischen Bauern erschlagen.
Eine Besiedlung der Region geht jedoch nach Angaben von S. Rákóczy über Funde von Bergbau- und Goldwaschanlagen, bis in die Römerzeit zurück.
In der Gemeinde gibt es keine zentrale Trinkwasserversorgung. Die Wasserversorgung wird vor Ort durch einzelne Brunnen gemacht. Über 80 % der Höfe haben ihre eigene Einrichtung der Wasserversorgung. Eine Abwasserentsorgung ist nicht vorhanden.
Die Hauptbeschäftigung der Bevölkerung sind die Landwirtschaft, die Vieh- und Bienenzucht.

## Bevölkerung
Bei der offiziellen Erhebung von 1850 lebten auf dem Gebiet der heutigen Gemeinde 3171 Menschen. 3095 davon waren Rumänen, 71 Roma und fünf Magyaren. Die höchste Einwohnerzahl (4097) – und gleichzeitig die der Rumänen (4070) und die der Ungarn (19) – wurde 1910 erreicht, die der Roma 1850. Darüber hinaus bezeichnete sich je ein Einwohner 1880 als Ukrainer, 1890 und 1966 als Deutscher und 1966 einer als Serbe. Seit 1910 fiel die Einwohnerzahl stetig, so dass 2002 in der Gemeinde Ribița 1594 Rumänen und zwei Ungarn registriert wurden.

## Sehenswürdigkeiten
- Die orthodoxe Steinkirche Sfântul Nicolae, 1417 in Ribița errichtet, steht unter Denkmalschutz.[8]
- Ein Wegekreuz 1934 zum Andenken der gefallenen Aufständischen von 1784 in Ribița errichtet, steht unter Denkmalschutz.[8]
- Die Holzkirche Cuvioasa Paraschiva, 1763 im eingemeindeten Dorf Ribicioara (Kellerchen) errichtet, 2009 renoviert, steht unter Denkmalschutz.[8]
- Die Holzkirchen Adormirea Maicii Domnului im eingemeindeten Dorf Dumbrava de Jos und die Naşterea Domnului in Dumbrava de Sus im 19. Jahrhundert errichtet, sind innen verputzt, ohne Malereien und stehen unter Denkmalschutz.[8]
- Im eingemeindeten Dorf Crișan (veraltet „Vaca“; Kuhdorf) das gleichnamige Kloster im 17. Jahrhundert errichtet, im Laufe der Zeit öfters zerstört, wurde 1992 (und die Kirche Nașterea Maicii Domnului) neu errichtet.[9]
- Das Elternhaus von Gheorghe Crișan (auch Marcu Giurgiu genannt) – heute ein Museum –, im 18. Jahrhundert errichtet wurde 1978 erneuert. Das Museum, dessen Strohdach 2008 beschädigt wurde,[10] und die Büste Crișans im Museumshof, 1934 von Marcel Olinescu errichtet, stehen unter Denkmalschutz.[8]
- Die Sfântul Nicolae Kirche, im 19. Jahrhundert im eingemeindeten Dorf Uibărești (ungarisch Újbáresd) errichtet, steht unter Denkmalschutz.[8]

## Persönlichkeiten
- Gheorghe Crișan (1733–1785) im eingemeindeten Dorf Crișan geboren, war einer der Anführer des Bauernaufstands von 1784